# Bulbophyllum nigrilabium
Bulbophyllum nigrilabium är en orkidéart som beskrevs av Rudolf Schlechter. Bulbophyllum nigrilabium ingår i släktet Bulbophyllum och familjen orkidéer. Inga underarter finns listade i Catalogue of Life.